# Robert Franz

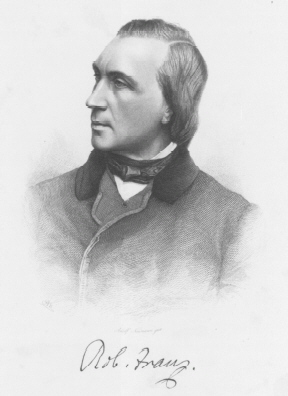
Robert Franz.

Robert Franz, con nombre de nacimiento Robert Knauth (Halle, 28 de junio de 1815 - Halle, 24 de octubre de 1892), fue un compositor alemán, principalmente de lieder.

## Biografía
Robert Knauth nació el 28 de junio de 1815 en Halle (Alemania), hijo de Christoph Franz Knauth. En 1847, Christoph Knauth adotó su medio nombre Franz como apellido y su hijo hizo lo mismo.
En su adolescencia sufrió la hostilidad de unos padres que no querían que emprendiera una carrera musical. Cuando tenía 20 años, se ganó el favor de su padre y le permitió vivir en Dessau para estudiar interpretación de órgano con Schneider. Dos años de fuerte estudio bajo la tutela del famoso profesor hicieron que adquiriera una gran destreza y que se habituara a las obras de Bach y Händel, cuyo conocimiento de ambos se mostró en sus ediciones de la Pasión según San Mateo, Magníficat, diez cantatas y El Mesías y L'Allegro, aunque algunas de estas ediciones fueron objeto de controversia posterior entre algunos músicos.
En 1843 publicó su primer libro de canciones, que a la larga se convertirían en más de 50 libros, conteniendo entre todos cerca de 250 canciones. En Halle, Franz ocupó varios cargos públicos, incluyendo el de organista de la ciudad, director de la Sing-Akademie y de conciertos, y fue también real director musical y maestro de música en la Universidad. El primer libro de canciones fue cálidamente alabado por Liszt y Schumann, el último de los cuales escribió una larga crítica en su periódico, Neue Zeitschrift für Musik, que posteriormente fue publicado por separado. Su sordera comenzó aparentemente en 1841 y Franz sufrió también desórdenes nerviosos, que en 1868 lo obligaron a renunciar a sus cargos. Entonces Fran Liszt, Joseph Joachim y otros, que le dieron los beneficios de una gira de conciertos, aseguraron su futuro con una cantidad cercana a los 100.000 marcos.
En 1878 o 1879, realizó una exhaustiva búsqueda de manuscritos de Bach en varias ciudades, pueblos y fincas en Alemania. Finalmente descubrió un parque alrededor de Schloss Witzthun donde habían protegido árboles recién plantados de sus postes con papel en lugar de usar tela o cuero. Después de examinarlos, descubrió que los papeles eran manuscritos de Bach. Después de preguntar al jardinero, Franz encontró un baúl con manuscritos, incluyendo numerosas sonatas para violín.
Además de canciones, escribió arreglos para coro doble del 117.º Salmo y un Kyrie de cuatro partes. También editó el Stabat Mater de Astorga y el Magníficat de Durante. Además transcribió el cuarteto de cuerda en re menor La muerte y la doncella de Schubert para dueto de piano (1878) e hizo arreglos en los quintetos en do menor y do mayor de Mozart. Falleció el 24 de octubre de 1892 en Halle.